# JM Eagle
JM Eagle是一家美國塑料管製造公司。該公司在北美的22個工廠生產聚氯乙烯和高密度聚乙烯管，用於各種行業，包括公用事業、管道、電力等。

## 歷史
1990年由台塑集團在新澤西州創立。1990年，王文祥轉調到美國J-M Manufacturing公司任職。2005年王文祥從台塑集團手中買下JM公司100%的股權，到2007年JM旗下已擁有14個工廠，隨後JM公司便併購了北美第二大PVC塑料水管製造廠PW Eagle，合併後改組為JM Eagle公司。

## 外部連結
- 官方網站（页面存档备份，存于）
- Youtube頻道 （页面存档备份，存于）